# John Douglas Armour

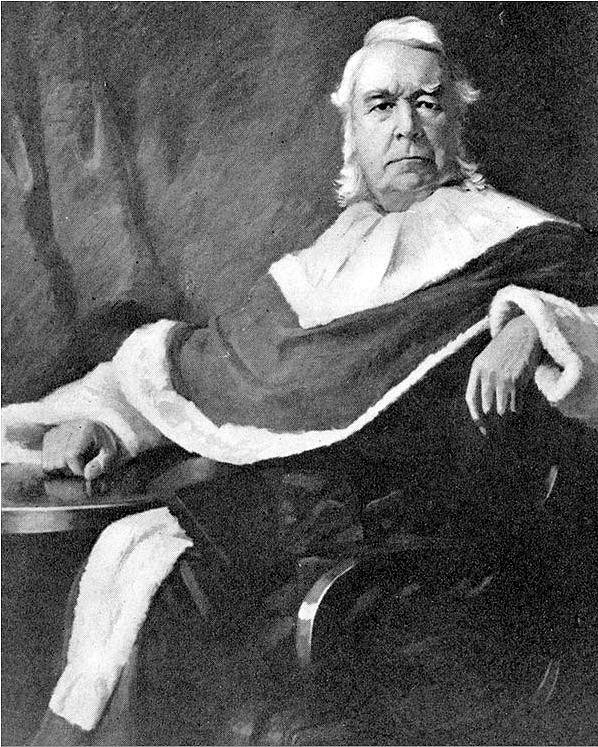
John Douglas Armour (1905)

John Douglas Armour (* 4. Mai 1830 in Otonabee, Oberkanada, heute: Ontario; † 11. Juli 1903 in London) war ein kanadischer Jurist, der zwischen 1893 und seinem Tode 1906 Richter am Obersten Gerichtshof von Kanada war.

## Leben
Armour, Sohn von Samuel Armour, begann nach dem Schulbesuch ein grundständiges Studium an der University of Toronto, das er 1850 mit einem Bachelor of Arts (B.A.) beendete. Danach absolvierte er zwischen 1850 und 1853 ein damals übliches Studium der Rechtswissenschaften in der Anwaltskanzlei seines Bruders Robert Armour sowie zuletzt in der Kanzlei von Philip Michael Matthew Scott VanKoughnet. Nach seiner anwaltlichen Zulassung ließ er sich 1853 als Rechtsanwalt in Cobourg in Westkanada nieder und betrieb dort bis 1877 eine Anwaltskanzlei mit Sidney Smith sowie zuletzt mit H. F. Holland. 
1877 erfolge Armours Ernennung zum Richter am Obergericht von Ontario, dem Court of Queen’s Bench, deren Präsident er im November 1887 wurde. 1901 wurde er Nachfolger von George William Burton als Oberster Richter von Ontario (Chief Justice of Ontario) und bekleidete diesen Posten bis zu seiner Ablösung durch Charles Moss 1902. Im Anschluss wurde er selbst am 21. November 1902 von Premierminister Wilfrid Laurier zum Richter am Obersten Gerichtshof von Kanada berufen. Zugleich wurde er im Februar 1903 zum Mitglied der Grenzkommission für Alaska ernannt. Am 11. Juli 1903 verstarb er während einer Sitzung der Grenzkommission in London.